# Mariä Heimsuchung (Ljubljana)

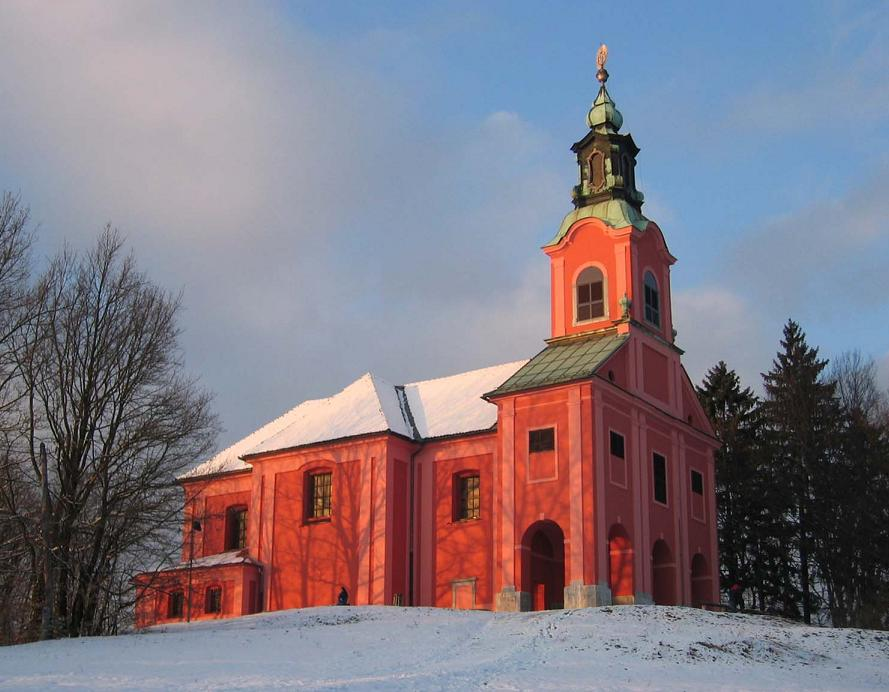
Mariä Heimsuchung, Ljubljana

Die Mariä-Heimsuchung-Kirche (Slowenisch: cerkev Marijinega obiskanja) auf dem Cankar-Hügel im Stadtbezirk Rožnik der slowenischen Hauptstadt Ljubljana ist eine römisch-katholische Wallfahrtskirche im Erzbistum Ljubljana.

## Geschichte
Auf einem Hügel namens Rosenbach (dem Rožnik-Hügel), in der Nähe des Lazaretts, wo die Stadtbewohner während der Pest Zuflucht suchten, wurde bereits 1461 eine Kirche erwähnt. Zwischen 1740 und 1746 wurde an Stelle der ursprünglich gotischen Wallfahrtskirche ein barocker Neubau errichtet und am 13. August 1747 geweiht.
Die Kirche wurde während der napoleonischen Belagerung von Ljubljana im Jahr 1809 durch Artilleriefeuer beschädigt und erhielt nach ihrer Renovierung im Jahr 1814 die heutige neoklassizistische Fassade.
1826 übernahmen die Franziskaner die Leitung der Kirche, 1836 wurde sie als Pfarrkirche dem Orden übertragen. 1895 wurden in der Kirche neue Altäre und eine Kanzel im Stil der Neorenaissance  installiert.